# Тамбовка (Грузия)
Тамбовка (груз. ტამბოვკა) — село в Ниноцминдском муниципалитете края Самцхе-Джавахетия Грузии.

## География
Расположено на северном берегу озера Парвани, на высоте 2080 м над уровнем моря, восточнее пика Абул, в 47 километрах к северо-востоку от областного центра г. Ниноцминда.

## История
Тамбовка основана в 1840-х годах русскими переселенцами — духоборами. В 1914 году в Тамбовке проживало 469 жителей. В 1924 году в Тамбовку переселилась группа армян из села Хулгумо.

## Население
По данным на 2002 год население села составляет 118 человек (65 мужчин и 53 женщины). 91 % населения села составляли армяне.
По данным переписи 2014 года в селе проживало 136 человек, из которых армяне составляли 98 % населения (133 человека), кроме того проживали 2 азербайджанца и один русский.

## Инфраструктура
В селе действует Тамбовская школа.